# Jørn Vestergaard
Jørn Vestergaard (født 30. januar 1948 i Aalborg) er en dansk jurist, professor emeritus ved Det Juridiske Fakultet, Københavns Universitet og samfundsdebattør. Han er medlem af Advokatrådets strafferetsudvalg og tidligere bestyrelsesmedlem i Institut for Menneskerettigheder.

## Karriere
Vestergaard blev student fra Aalborg Katedralskole i 1966 og cand.jur. fra Københavns Universitet i 1974.
Efter endt embedseksamen blev han lektor i kriminalret og kriminologi på Den Sociale Højskole, men blev i 1975 kandidatstipendiat og senere adjunkt og lektor ved Københavns Universitet. Herfra blev han i 1987 lic.jur. og professor i strafferet i 2007.
Han var i årene 1992-2019 fagansvarlig for strafferet på bachelor- og kandidatuddannelserne i jura på Københavns Universitet og har derudover i flere omgange været institutleder. Fra 2006 til 2014 var han prodekan og en kort periode i 2014 tillige konstitueret dekan på Det Juridiske Fakultet.
Jørn Vestergaard står bag et stort antal bøger indenfor særligt strafferetten. Han har derudover været udpeget til en lang række nævn og råd, heriblandt Psykiatrifonden, bestyrelsen for Domstolsstyrelsen og Det Etiske Råd.
Jørn Vestergaard er gift med Margaretha Järvinen, der er professor i sociologi ved Københavns Universitet.

## Debattør
Tidligt i sit virke engagerede Jørn Vestergaard sig i samfundsdebatten med afsæt i juraen. Således var han i 1978 medstifter af Retspolitisk Forening.
Eksempelvis skrev han i 1989 en kronik sammen med Flemming Balvig og argumenterede for, at en række artikler i Dagbladet Information om Blekingegadebanden var udtryk for "fiktion" og "kreativ journalistik".
Da historikeren Bent Jensen i januar 2007 i Jyllands-Posten skrev, at Politiets Efterretningstjeneste anså journalisten Jørgen Dragsdahl for at være agent, sagde Jørn Vestergaard til Dagbladet Information, at Bent Jensens påstande svarede til "en selvbestaltet standret, der får Moskva-processerne til at ligne civiliseret retspleje."
Jørn Vestergaard kritiserede også, at det ved en ændring af straffeloven i 2019 blev fastslået, at det ikke kan indgå som en formildende omstændighed, at en gerning har baggrund i tro, kultur eller lignende. Lovforslaget var ikke fagligt kvalitetssikret, skrev han dengang.
I 2022 engagerede han sig også i minksagen ved sammen med kollegerne Jørgen Albæk Jensen og Jens Elo Rytter at foretage en retlig vurdering af den rolle, statsminister Mette Frederiksen spillede i sagen. De konkluderede, at der "med stor sikkerhed" ikke kan gøres et retligt ansvar gældende overfor statsministeren, og at der derfor heller ikke var grundlag for en rigsretssag. Året efter kritiserede Jørn Vestergaard, at Minkkommissionen arbejdede så hurtigt, at det er "mere end tvivlsomt", at det var muligt at afdække sagen.